# 黃大廉
黃大廉（1498年—1557年），字潔甫，福建省興化府莆田縣人，匠籍。

## 生平
二月十二日生，行三，治《詩經》，由國子生中式嘉靖元年（1522年）壬午科福建鄉試第三名舉人，年三十五歲中式嘉靖十一年（1532年）壬辰科會試第一百八十二名，第三甲第八十五名進士。觀戶部政，同年任直隸長洲縣知縣。在任期間以严治為稱，被谪去。数年後，起為吉安府教授，十九年任湖廣鄉試正主考，遷國子助教，轉大理寺評事，升寺副，出爲廣東僉事，調廣西，丁内艰归。復除四川佥事，轉貴州參議，在任七年，上疏乞休，歸二年卒於家。

## 家族
曾祖黃朝玉；祖黃伯聲；父黃循，倉副使；母曾氏。慈侍下，妻林氏，兄大忠；大孝。